# Noémie Carage
Noémie Carage (Gleizé, 9 settembre 1996) è una calciatrice francese, difensore del Digione.

## Carriera

### Club
Dopo essersi avvicinata al calcio tesserandosi con il Montmerle, club di Montmerle-sur-Saône e giocando nelle sue formazioni miste più giovani, Carage trascorre la prima parte della carriera nell'Olympique Lione, iniziando a giocare nelle sue formazioni giovanili in squadre completamente femminili dall'under 15 all'under 19, per poi essere inserita in rosa con la prima squadra dalla stagione 2014-2015. A disposizione del tecnico Gérard Prêcheur alterna ancora la sua attività nel championnat national U19, che rimarrà prevalente e che verrà vinto dalla squadra delle OL, riuscendo tuttavia a debuttare in Division 1 Féminine, livello di vertice del campionato francese femminile di calcio, il 30 novembre 2014, all'11ª giornata di campionato, rilevando Amel Majri all'inizio del secondo tempo dell'incontro vinto in trasferta 8-2 con l'Arras.
Per la stagione 2015-2016 coglie l'opportunità che le offre il Guingamp assicurandole un posto nella squadra titolare pur continuando a disputare il championnat national U19 con i nuovi colori. Qui trova come allenatrice l'ex nazionale Sarah M'Barek che ben presto le dà fiducia facendola scendere più volte in campo da titolare, debuttando con l'EAG già alla 1ª giornata di campionato nella sconfitta interna per 1-0 con il Soyaux. Carage rimane solo quella stagione, accumulando 8 presenze in campionato alle quali si aggiunge una in Coppa di Francia.
Durante la sessione estiva di calciomercato 2016 si trasferisce al Saint-Étienne per quello che si rivelerà in seguito la prima collaborazione con il club del capoluogo del dipartimento della Loira. Alla direzione tecnica di Hervé Didier Carage ottiene ben presto la fiducia dell'allenatore che la impiega da titolare fin dalla 1ª giornata di campionato nel pareggio interno per 1-1 con il Rodez. In tutto alla sua prima stagione con Les Vertes accumula, oltre all'unica in Coppa, 18 presenze in D1, con la squadra che pur giungendo in semifinale in Coppa prima di essere eliminata dal Paris Saint-Germain, stenta a uscire dalla parte bassa della classifica dopo lo scontro diretti per la salvezza perso con l'ASPTT Albi al ritorno, 3 punti che alla fine le costano l'undicesimo e penultimo posto in classifica e la conseguente retrocessione in Division 2. Rimasta legata al club anche per la stagione 2017-2018, Carage condivide con le compagne un ottimo campionato di vertice nel gruppo B giungendo tuttavia al secondo posto dietro il Digione fallendo così il ritorno in massima serie.
Durante la pausa estiva 2018 Carage, con la compagna di club Mylène Chavas, sono tra le nuove sette ragazze arrivate al neopromosso Digione a disposizione del tecnico Yannick Chandioux per la stagione entrante. Qui debutta con la nuova maglia il 25 agosto, già dalla 1ª giornata di campionato, scendendo in campo da titolare nella sconfitta interna per 1-0 con il Montpellier. per tutta la stagione Chandioux continua a darle fiducia, impiegandola in 21 delle 22 partite in programma di D1 e nelle tre di Coppa prima dell'eliminazione da parte dell'Olympique Lione. Nella successiva stagione dopo che alla 1ª giornata di campionato sigla negli ultimi minuti l'unica e ininfluente rete della sconfitta esterna per 3-1 con il Paris FC, Chandioux deve fare a meno della sua presenza per lungo tempo, indisponibile dopo l'infortunio subito alla 7ª giornata di campionato, quando deve abbandonare il campo al 79' dell'incontro chiuso a reti inviolate in trasferta in casa del Soyaux. Gli accertamenti rivelarono la rottura del legamento crociato del ginocchio destro che costrinse a ricorrere all'intervento ricostruttivo e una lunga pausa per la riabilitazione.
Ritornata a disposizione solo dall'inizio della stagione 2020-2021, dopo una prima parte dove Chandioux la impiega con meno regolarità in seguito ritrova la sua piena fiducia ritrovando il posto da titolare dalla 15ª giornata. La fiducia non viene meno anche dopo il cambio di allenatore, con Christophe Forest che la impiega da titolare in 21 dei 22 incontri di campionato, stagione nella quale diventa anche capitano della squadra.
Nell'estate 2022, dopo 65 presenze e una rete in Division 1 Féminine decide di lasciare il club, cogliendo l'opportunità di giocare all'estero per la prima volta nella sua carriera trasferendosi in Italia, al Milan, firmando un contratto biennale con il club del capoluogo lombardo e raggiungendo la sua ex compagna di club Lindsey Thomas. A disposizione di Maurizio Ganz, il difensore ex capitano del Digione trova però poco spazio, totalizzando nella sua prima stagione in rossonero solo 4 presenze in campionato e 2 in Coppa Italia, tanto da maturare la convinzione di lasciare il club già in estate 2023.
Il 17 agosto 2023, Carage viene ingaggiata dal Saint-Étienne, facendo così ritorno al club del dipartimento della Loira dopo cinque stagioni per riprendere il percorso nella Division 1. Nella sua seconda esperienza con il club è tra le quattro giocatrici della squadra che il tecnico Laurent Mortel schiera in tutti i 22 incontri di campionato, contribuendo a raggiungere un ottimo settimo posto al ritorno in massima serie de Les Vertes che garantisce loro un'agevole salvezza.
Nella successiva sessione estiva di calciomercato decide di lasciare il club per un altro importante ritorno alla squadra che l'aveva avuta in organico per quattro stagioni prima della sua esperienza italiana, sottoscrivendo un nuovo contratto con il Digione, fiduciosa nei programmi di sviluppo del club per la prima stagione della ridenominata Première Ligue.

### Nazionale
Carage inizia ad essere convocata dalla Federcalcio francese (FFF) dal 2011, inizialmente per indossare la maglia della formazione Under-17, chiamata dal tecnico Francisco "Paco" Rubio in occasione della doppia amichevole del 12 e 14 settembre con le pari età della Scozia, dove scende in campo da titolare nel secondo dei incontri, per poi essere inserita in rosa con la squadra impegnata alle qualificazioni all'Europeo di categoria 2012, condividendo con le compagne la progressione della sua nazionale che vede nuovamente superare le due fasi di qualificazione, accedere alla fase finale e, infine, battere prima la Svizzera 5-1 in semifinale, per poi perdere la finale con la Germania, superata ai calci di rigore dopo che l'incontro era terminato sull'1-1 ai tempi regolamentari.
Il risultato ottenuto consente alla nazionale francese di partecipare al Mondiale di Azerbaigian 2012, torneo che venne vinto dalla Francia, con Carage che scende in campo in tutti i sei incontri del torneo.
Rimasta in quota anche per il 2013, viene nuovamente chiamata in occasione delle qualificazioni all'Europeo 2013, a quel tempo ancora disputato a Nyon, tuttavia dopo essere stata impiegata in tutte le tre partite della prima fase, dopo aver accumulato 18 presenze con l'u17, 16 da titolare, arriva anche la prima convocazione in under 19.
Qui debutta, da titolare, il 21 settembre 2013, nella vittoria per 4-0 sulla Slovacchia, primo incontro della prima fase di qualificazione all'Europeo di Norvegia 2014. Dopo la parentesi del Trofeo di La Manga, dove scende in campo in tutti i tre incontri previsti, gioca altri due partite della seconda fase dove però la sua nazionale non riesce a qualificarsi per la fase finale. Rimasta nuovamente in quota anche per l'edizione successiva, alterna presenze in amichevole alle tre della seconda fase di qualificazione all'Europeo di Israele 2015, contribuendo alla tredicesima qualificazione delle Bluettes alla fase finale del torneo. In questa occasione Carage sigla la sua prima rete con la maglia della nazionale, il 18 luglio 2015, portando la sua nazionale sul parziale 2-0 sulle avversarie di Israele, incontro poi terminato 4-0 per le francesi, giocando inoltre la semifinale persa con la Spagna ai rigori dopo che era terminata sull'1-1 ai tempi supplementari.
Nell'aprile 2018 marca inoltre 2 presenze in amichevole con la nazionale B, quella che in seguito sarebbe diventata la under 23.

## Statistiche

### Presenze e reti nei club
Statistiche aggiornate al 27 aprile 2025.
| Stagione             | Squadra              | Campionato           | Campionato | Campionato | Coppe nazionali | Coppe nazionali | Coppe nazionali | Coppe continentali | Coppe continentali | Coppe continentali | Altre coppe | Altre coppe | Altre coppe | Totale | Totale |
| Stagione             | Squadra              | Comp                 | Pres       | Reti       | Comp            | Pres            | Reti            | Comp               | Pres               | Reti               | Comp        | Pres        | Reti        | Pres   | Reti   |
| -------------------- | -------------------- | -------------------- | ---------- | ---------- | --------------- | --------------- | --------------- | ------------------ | ------------------ | ------------------ | ----------- | ----------- | ----------- | ------ | ------ |
| 2014-2015            | Olympique Lione      | D1                   | 1          | 0          | CF              | 1               | 0               | UWCL               | 0                  | 0                  | -           | -           | -           | 2      | 0      |
| 2015-2016            | Guingamp             | D1                   | 8          | 0          | CF              | 1               | 0               | -                  | -                  | -                  | -           | -           | -           | 9      | 0      |
| 2016-2017            | Saint-Étienne        | D1                   | 18         | 0          | CF              | 1               | 0               | -                  | -                  | -                  | -           | -           | -           | 19     | 0      |
| 2017-2018            | Saint-Étienne        | D2                   | 21         | 0          | CF              | 3               | 1               | -                  | -                  | -                  | -           | -           | -           | 24     | 1      |
| 2018-2019            | Digione              | D1                   | 21         | 0          | CF              | 3               | 0               | -                  | -                  | -                  | -           | -           | -           | 24     | 0      |
| 2019-2020            | Digione              | D1                   | 7          | 1          | CF              | -               | -               | -                  | -                  | -                  | -           | -           | -           | 7      | 1      |
| 2020-2021            | Digione              | D1                   | 15         | 0          | CF              | 1               | 0               | -                  | -                  | -                  | -           | -           | -           | 16     | 0      |
| 2021-2022            | Digione              | D1                   | 22         | 0          | CF              | 1               | 0               | -                  | -                  | -                  | -           | -           | -           | 23     | 0      |
| 2022-2023            | Milan                | A                    | 4          | 0          | CI              | 2               | 0               | -                  | -                  | -                  | -           | -           | -           | 6      | 0      |
| 2023-2024            | Saint-Étienne        | D1                   | 22         | 2          | CF              | 4               | 0               | -                  | -                  | -                  | -           | -           | -           | 18     | 0      |
| Totale Saint-Étienne | Totale Saint-Étienne | Totale Saint-Étienne | 61         | 2          | -               | 8               | 1               | -                  | -                  | -                  | -           | -           | -           | 69     | 3      |
| 2024-2025            | Digione              | PL                   | 19         | 0          | CF              | -               | -               | -                  | -                  | -                  | -           | -           | -           | 19     | 0      |
| Totale Digione       | Totale Digione       | Totale Digione       | 84         | 1          | -               | 5               | 0               | -                  | -                  | -                  | -           | -           | -           | 89     | 1      |
| Totale carriera      | Totale carriera      | Totale carriera      | 158        | 3          | -               | 17              | 1               | -                  | 0                  | 0                  | -           | -           | -           | 175    | 4      |

## Palmarès

### Club
- Campionato francese: 1

Olympique Lione: 2014-2015
- Coppa di Francia: 1

Olympique Lione: 2014-2015